# スライマーン (ウマイヤ朝)
スライマーン（スライマーン・ブン・アブドゥルマリク・ブン・マルワーン, アラビア語: سليمان بن عبد الملك بن مروان, ラテン文字転写: Sulaymān b. ʿAbd al-Malik b. Marwān, 675年頃 - 717年9月24日）は、第7代のウマイヤ朝のカリフである（在位：715年2月24日 - 717年9月24日）。
スライマーンは父親のアブドゥルマリクと兄弟のワリード1世がカリフとして統治していた時期にパレスチナの総督として経歴を開始させ、現地で神学者のラジャア・ブン・ハイワ・アル＝キンディーによる指導を受けた。また、アブドゥルマリクとワリード1世の下でイラクの総督を務め、東方地域に対する強い影響力を持っていたアル＝ハッジャージュ・ブン・ユースフと敵対したヤズィード・ブン・アル＝ムハッラブとも親交を深めた。パレスチナでは新都のラムラを建設したが、この新しい都市は以前のパレスチナの首府であるリュッダに代わって経済の中心地として発展し、11世紀までパレスチナの行政の中心地として存続した。
715年のワリード1世の死に伴ってカリフに即位したスライマーンは前任者の下で仕えていた多くの総督や将軍を解任した。これらの者の多くはハッジャージュの後見の下で任命された人物だった。ハッジャージュに忠実であった人物の中にはマー・ワラー・アンナフルの征服活動に従事していたクタイバ・ブン・ムスリムがいたが、ハッジャージュと対立していたスライマーンによる解任を警戒して起こした反乱は失敗に終わり、クタイバは自軍の者の手によって殺害された。また、ハッジャージュの近親者でインドのシンド地方の征服を指揮していたムハンマド・ブン・アル＝カースィムも処刑された。西方ではイベリア半島（アル＝アンダルス）の征服者でイフリーキヤ（北アフリカ中部）の総督であったムーサー・ブン・ヌサイルを解任し、その息子でアル＝アンダルス総督のアブドゥルアズィーズ・ブン・ムーサーを殺害させた。
スライマーンは前任者の拡大主義政策を維持したが、中央アジアの辺境における抵抗やクタイバの死後の指導力と組織力の低下もあり、領土の拡張はほぼ停止した。このような状況の中で腹心のヤズィード・ブン・アル＝ムハッラブをホラーサーンへ派遣し、ヤズィードは716年にカスピ海の南部沿岸地域に侵攻したものの、現地のペルシア人支配者に敗れ、ウマイヤ朝への貢納を条件に軍を撤退させた。さらにビザンツ帝国の首都であるコンスタンティノープルの攻略に向けて軍隊を派遣したが、717年から718年にかけて続いたコンスタンティノープルの包囲は最終的に失敗に終わった。
スライマーンはコンスタンティノープルに対する包囲が続いていた最中の717年にダービクで死去した。長男で後継者であったアイユーブに先立たれていたスライマーンは、死の間際に息子や兄弟ではなく従兄弟のウマル・ブン・アブドゥルアズィーズ（ウマル2世）を後継者に指名するという異例な選択をした。コンスタンティノープルの征服への期待とスライマーンの治世がヒジュラ（聖遷）の100周年に近づいていたことから、同時代のアラブの詩人たちはスライマーンをメシア的な視点から評している。

## 初期の経歴と背景

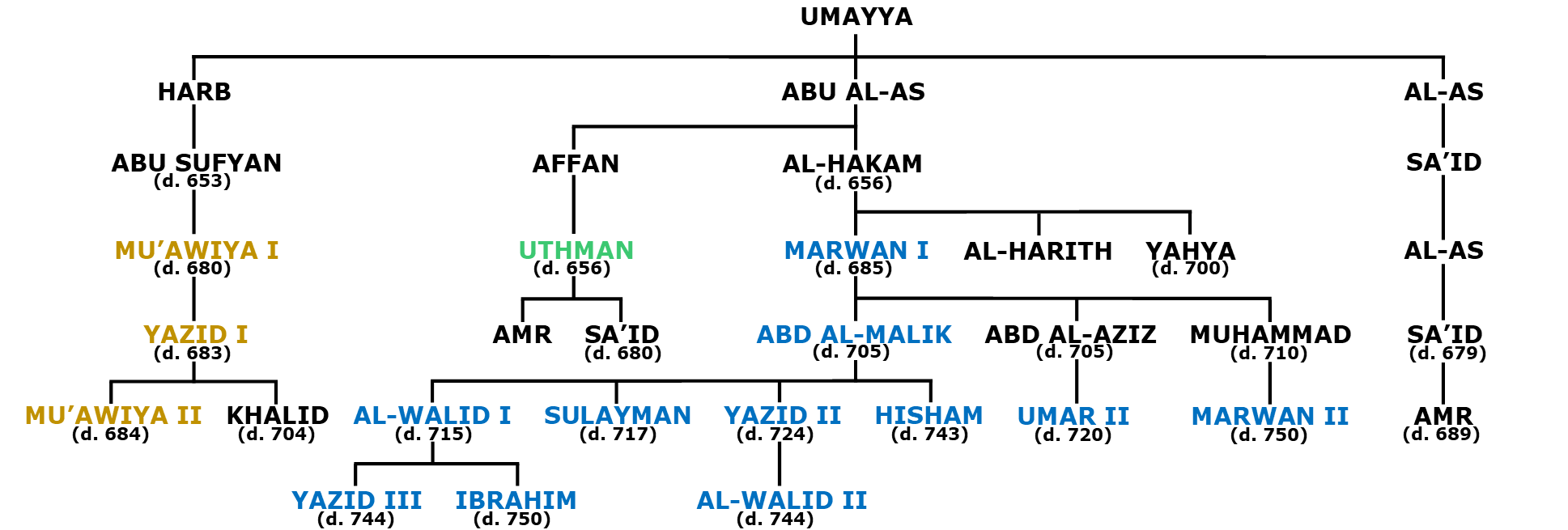
ウマイヤ家と王朝の系図。青色がマルワーン1世とその子孫（マルワーン家）のカリフ、黄色がムアーウィヤ1世が属していたスフヤーン家のカリフ、緑色が正統カリフのウスマーン。

スライマーンは恐らく675年前後にマディーナで生まれた。しかし、中世の史料における誕生から最初の30年間の経歴に関する記録は詳細に乏しい。父親のアブドゥルマリク・ブン・マルワーンはクライシュ族のウマイヤ家に属していた。母親のワッラーダ・ビント・アル＝アッバース・ブン・アル＝ジャズはアラブ部族のアブス族の出身で、6世紀の著名なアブス族の族長であるズハイル・ブン・ジャズィーマの曾孫であった。スライマーンは一時期砂漠においてアブス族の近親者の手によって育てられていた。
スライマーンが生まれた当時、イスラーム国家はスライマーンの遠縁にあたるムアーウィヤ1世が統治しており、ムアーウィヤ1世は661年にウマイヤ朝を成立させていた。683年と684年にムアーウィヤ1世の後継者であるヤズィード1世とムアーウィヤ2世が相次いで死去するとウマイヤ朝の権威はイスラーム国家の全域で崩壊し、ほとんどの地方はメッカを拠点としていたウマイヤ家の出身ではないアブドゥッラー・ブン・アッ＝ズバイルをカリフとして承認した。その結果としてスライマーンを含むマディーナのウマイヤ家の人々は町から追放され、シリアへ亡命した。そしてシリアにおいてウマイヤ朝を支持する複数のアラブ部族から支援を受けた。これらのアラブ部族はスライマーンの祖父にあたるマルワーン1世をカリフに選出して部族連合のヤマン族を形成した。そしてアブドゥッラー・ブン・アッ＝ズバイルを支持し、シリア北部とジャズィーラ（メソポタミア北部）を支配していた同様の部族連合であるカイス族に対抗した。マルワーン1世は685年までにウマイヤ朝によるシリア一帯とエジプトの支配を回復させた。その後はマルワーン1世の後を継いだ父親のアブドゥルマリクが692年までにイスラーム国家の残りの地域を再征服した。

## パレスチナ総督時代

イスラーム時代に入って以降のシリアの軍事区（ジュンド）を示した地図。スライマーンはジュンド・フィラスティーン（パレスチナ）の総督を務めた。

正確な時期は不明なものの、アブドゥルマリクはスライマーンをジュンド・フィラスティーン（パレスチナの軍事区）の総督に任命した。この地位はアブドゥルマリクが以前にマルワーン1世の下で務めていたものだった。スライマーンはアブドゥルマリクの叔父にあたるヤフヤー・ブン・アル＝ハカムと異母兄弟にあたるアバーン・ブン・マルワーンに続くジュンド・フィラスティーンの総督であった。また、701年にはメッカでハッジに関連する各種の儀式を統率した。アブドゥルマリクは705年に死去する前に長男のアル＝ワリード（ワリード1世、在位：705年 - 715年）を後継者に指名し、さらにスライマーンがアル＝ワリードに続く後継者に指名された。スライマーンは715年まで続いたワリード1世の治世の間を通してパレスチナの総督職に留まり続けた。そして恐らくは現地を支配していたヤマン系の部族の族長たちと密接な関係を築いた。また、現地のヤマン族と関係を持っていた神学者で以前にアブドゥルマリクによるエルサレムの岩のドームの建設を指揮していたラジャア・ブン・ハイワ・アル＝キンディーとも強固な関係を築いた。ラジャアはスライマーンの家庭教師となり、高位の補佐官にもなった。
スライマーンはイラクとイスラーム国家の東方地域の総督を務めていたアル＝ハッジャージュ・ブン・ユースフのワリード1世に対する影響力を快く思わず、ハッジャージュの反対派との関係を深めた。そのハッジャージュは708年か709年にホラーサーン総督であったムハッラブ家のヤズィード・ブン・アル＝ムハッラブを解任して投獄したが、ヤズィードは脱獄してパレスチナに向かい、スライマーンはヤズィードをその家族とともに匿った。ヤズィードはスライマーンの庇護を得るためにパレスチナに多数居住するヤマン系のアズド族の人々との部族的な人脈を活用した。ワリード1世はヤズィードがハッジャージュに反抗したことに怒りを見せ、これに対してスライマーンはハッジャージュがヤズィードに課していた罰金を支払うと申し出た。さらにムハッラブ家の赦免を願い出る手紙を添えて手枷をつけたヤズィードと自分の息子のアイユーブをカリフの下へ送り、最終的にカリフは赦免を認めた。歴史家のヒシャーム・ブン・アル＝カルビー（819年没）の記録によれば、ヤズィードはスライマーンの側近となり、スライマーンはヤズィードに「極めて高い尊敬の念」を抱いていた。さらにヒシャームは、「ヤズィードは… 彼（スライマーン）の家に滞在し、身なりの整え方を教え、素晴らしい料理を作り、数多くの贈り物をした」と記している。ヤズィードはハッジャージュが714年に死去するまでの9か月間スライマーンとともに過ごし、ハッジャージュに関する強い影響力と偏見をスライマーンに植え付けた。

### ラムラの建設

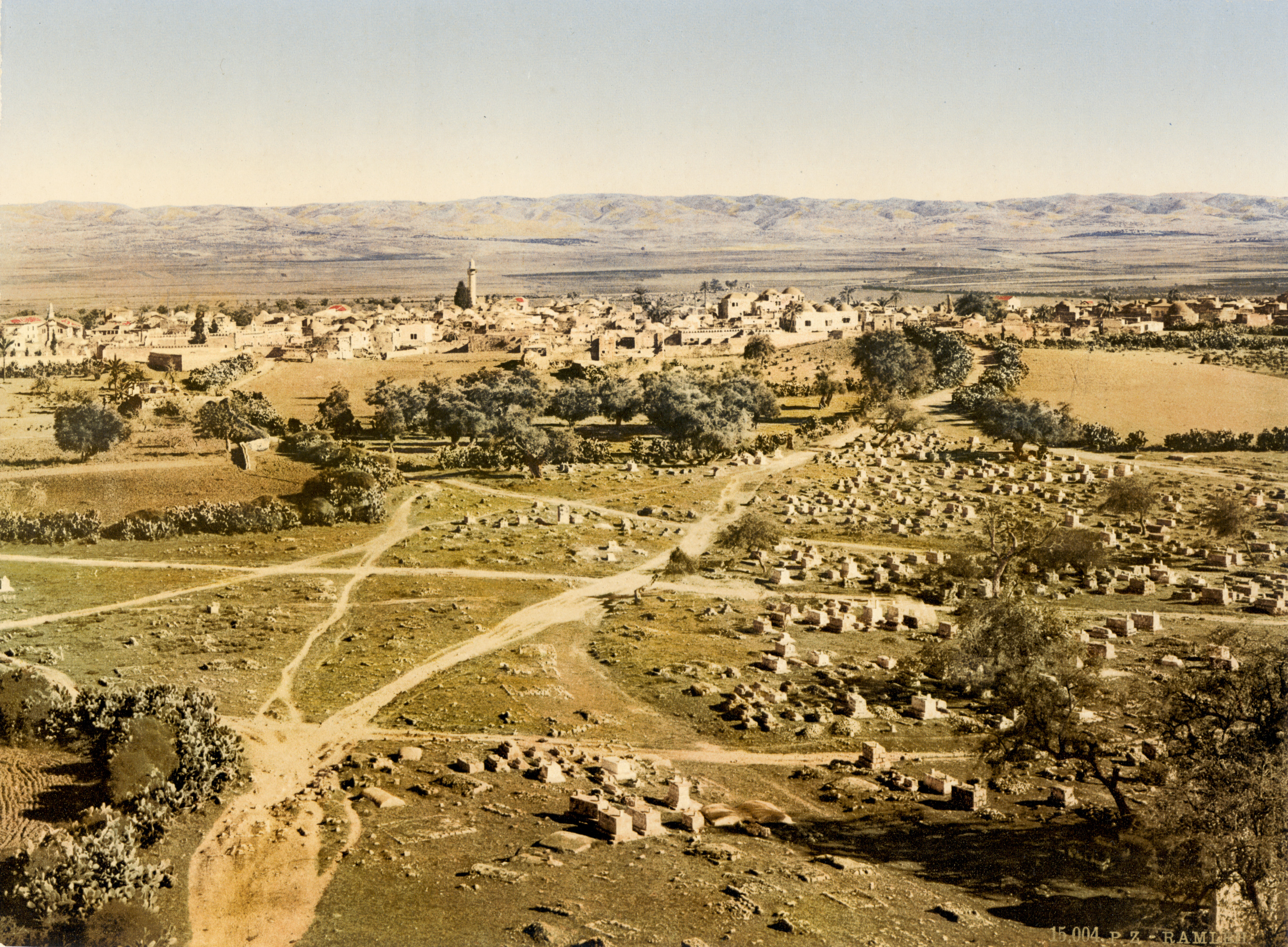
8世紀初頭にスライマーンによって建設され、11世紀までパレスチナの首府であったラムラ。（1895年頃）

スライマーンは総督としての自身の統治拠点となるラムラを建設した。この都市はイスラーム教徒にとって最初のパレスチナの首府でありパレスチナにおけるスライマーンの最初の居所があったリュッダに代わるものだった 。ラムラはファーティマ朝統治時代の11世紀までパレスチナの首府として存続した。また、スライマーンがラムラを建設した動機は個人的な野心と現実的な配慮の双方によるものだった。長い歴史を持ち、繁栄していた都市であるリュッダは物流面においても経済面においても都合の良い立地であったにもかかわらず、スライマーンはリュッダの完全な外側に自らの首府を築いた。
歴史家のニムロド・ルスによれば、これは恐らくリュッダには大規模な開発のために利用できる敷地がなかったことと、630年代のイスラーム教徒による征服の頃にさかのぼる協定の存在によって、少なくとも形式上はスライマーンが都市内の価値のある資産を押収することができなかったためである。歴史家のイブン・ファドルッラーフ・アル＝ウマリー（1349年没）によって記録された伝承によれば、強い影響力を持っていた地元のキリスト教の聖職者がスライマーンによるリュッダ中心部の区画の要求を拒否した。これに激怒したスライマーンはこの聖職者を処刑しようとしたが、ラジャアが処刑を思い止まらせ、代わりにより条件の良い隣接する土地に新しい都市を建設することを提案した。
現代の歴史家のモシェ・シャロンによれば、リュッダは「ウマイヤ朝の支配者たちの嗜好からすれば、あまりにもキリスト教精神が強い」場所であった。また、アブドゥルマリクが国家のアラブ化とイスラーム化への改革に乗り出して以降は特にそうであったと指摘している。10世紀の歴史家のジャフシヤーリー（942年没）によれば、スライマーンは父親のアブドゥルマリクやダマスクスのウマイヤ・モスクの創建者であるワリード1世に倣い、偉大な建築者として恒久的な評価を得たいと考えていた。一方でニムロド・ルスは、ラムラの建設はスライマーンの「不朽の名声への手段」であり「パレスチナの景観における私的な刻印」であったと述べている。都市の建設場所を選定するにあたって、スライマーンは既に明白となっていた都市の中心部の物理的制約を回避する一方で、リュッダの近隣という戦略上の利点を活用した。

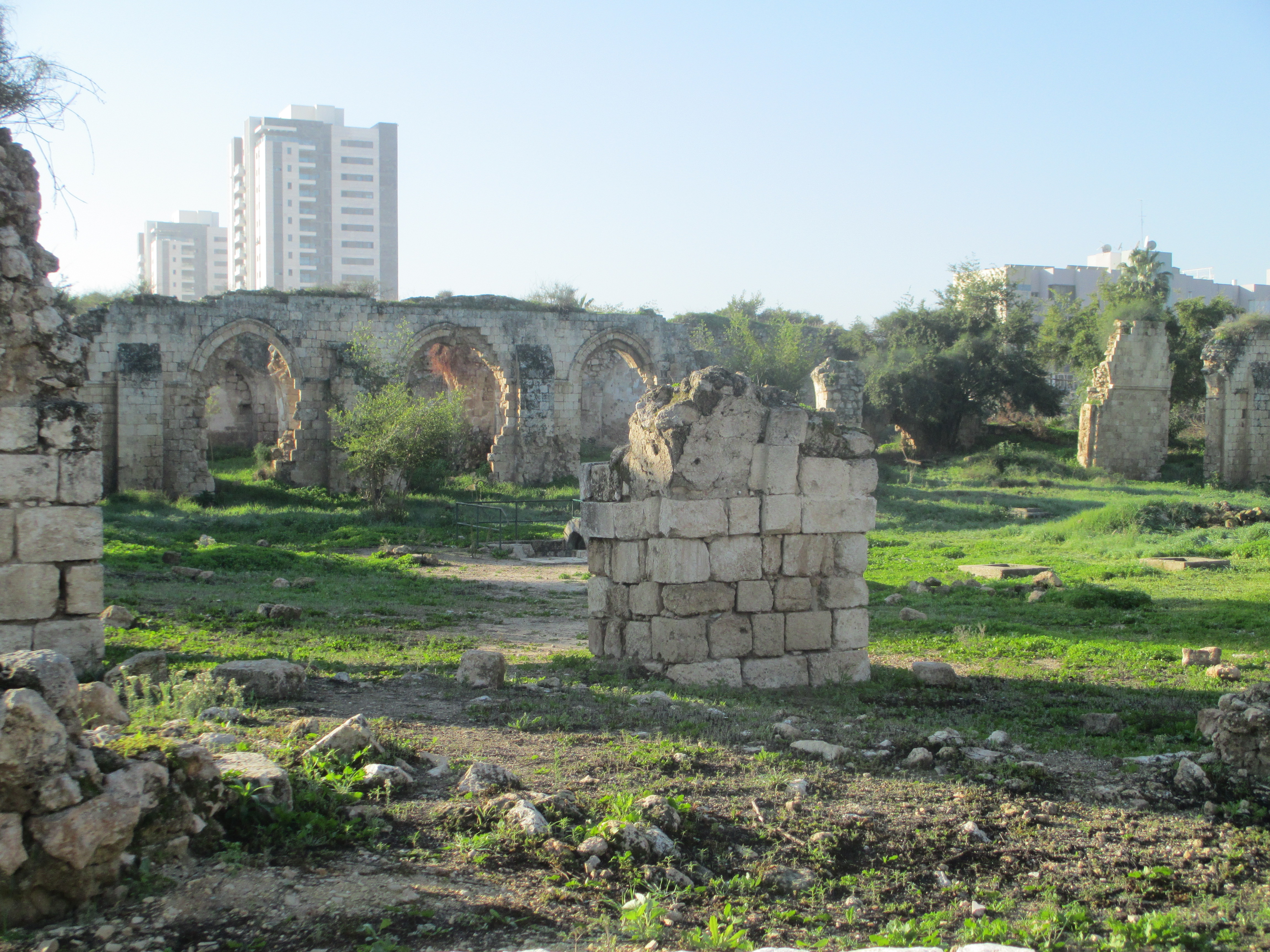
スライマーンとその従兄弟で後継者のウマル2世によって建てられたラムラの白モスクの遺跡。（2014年）

スライマーンがラムラに建てた最初の建造物はパレスチナの行政府（ディーワーン）の役割を兼ねていた自身の宮殿であった。新しい都市の中心には後にラムラの白モスクの名で知られようになるモスクが建てられた。このモスクはスライマーンの生前には完成せず、完成したのはウマル2世（在位：717年 - 720年）の治世になってからであった。ラムラは早くから周辺地域の農産物の市場として、また染物、織物、および陶器生産の中心地として経済的に発展した。さらには多くのイスラーム法学者も居住していた。スライマーンは市内にアル＝バラダーと呼ばれる導水路を建設し、南東におよそ10キロメートル離れたテル・ゲゼルからラムラへ水を供給していた。
ラムラはパレスチナの商業の中心地としてリュッダに取って代わった。リュッダのキリスト教徒、サマリア人、およびユダヤ人の住民の多くは新しい都市へ移された。リュッダがラムラの建設のほぼ直後に世間から忘れ去られたことは伝承における説明の中で一致しているが、スライマーンがリュッダの住民をラムラに移そうと取り組んだ際の規模に関する説明はさまざまであり、リュッダの教会を取り壊しただけとするものや、都市を完全に破壊したとするものもある。9世紀の歴史家のヤアクービー（897年没）は、スライマーンがリュッダの住民の家を完全に破壊してラムラへの移住を強要し、抵抗する者を処罰したと述べている。一方でジャフシヤーリーは、スライマーンは「ラムラの町とそのモスクを建設し、その結果としてロード（リュッダ）を没落させた」と記している。
ラムラの南東へ40キロメートルに位置するエルサレムは、パレスチナの宗教的中心地であり続けた。8世紀のアラビア語の史料によれば、スライマーンはワリード1世が神殿の丘（アル＝ハラム・アッ＝シャリーフ）の開発を進めていたのと同じ時期に公衆浴場を含むいくつかの公共施設の建設を命じた。この浴場は岩のドームで礼拝するイスラーム教徒が体を清めるために使用された。さらに、スライマーンはシリア語で著述していた13世紀の名前不詳の年代記作家によって、エリコにアーチ、製粉所、および公園を建設したと記録されているが、これらの建造物は後に洪水で破壊された。また、ダマスクス近郊のクタイファの近くに広い農場を保有し、この農場はスライマーンの名をとって「アッ＝スライマーニーヤ」と呼ばれた。

## カリフ時代

### 即位
ワリード1世はハッジャージュによって勧められたか、あるいはハッジャージュの支援を得たことで自分の息子のアブドゥルアズィーズを後継者に据えようと試み、スライマーンをワリード1世の後継者としたアブドゥルマリクによる取り決めを無効にした。歴史家のウマル・ブン・シャッバ（878年没）によれば、ワリード1世はこの後継者の変更を認めさせようとスライマーンに対して惜しみなく報奨金を与えると持ちかけたが、スライマーンはこれを拒否した。それでもなおワリード1世はアブドゥルアズィーズの継承を承認するように地方の総督たちへ働きかけたが、ハッジャージュとホラーサーン総督でマー・ワラー・アンナフルの征服活動に従事していたクタイバ・ブン・ムスリムからしか好意的な返事を得られなかった。ワリード1世の相談相手であったアッバード・ブン・ズィヤードは、スライマーンをダマスクスのカリフの宮廷に召喚することで圧力をかけるようにカリフへ助言したが、スライマーンが召喚に対する回答を渋っていると、今度はシュルタ（精鋭の護衛部隊）を動員してラムラのスライマーンを攻撃するように進言した。しかしながら、ワリード1世はその後間もない715年2月24日に死去した。スライマーンは自身の領地であるアッ＝サブ（バイト・ジブリーン）でその知らせを受け、抵抗する者もなくカリフの地位を継承した。
スライマーンはラムラとダマスクスで忠誠の誓いを受けたが、スライマーンがダマスクスを訪れたとする記録はこの時が唯一のものである。スライマーンは伝統的なウマイヤ朝の行政上の首都であるダマスクスに代わって（歴史家のユリウス・ヴェルハウゼンによれば）「非常に愛されていた」パレスチナから統治を続けた。歴史家のラインハルト・アイゼナーは、「スライマーンがエルサレムを主要な統治拠点として選んでいたことは（中世の）シリアの史料からも明らかである」と主張しているが、ヴェルハウゼンと歴史家のヒュー・ナイジェル・ケネディは、スライマーンはラムラに留まっていたとする見解を示している。

### 地方統治

750年時点の地中海と中東地域の勢力図。緑…ウマイヤ朝、薄橙…ビザンツ帝国、青…ランゴバルド王国。

スライマーンは即位後の最初の一年間にワリード1世とハッジャージュが任命した地方総督のほとんどを自分に忠実な総督と交代させた。この交代は以前に自分の即位に反対した人々に対する憤りや疑念の結果によるものなのか、忠実な役人を任命することによって地方に対する支配力を確保するための手段であったのか、あるいは強力で古くからその地位にあった総督たちによる統治を終わらせるための政策であったのかは不明である。アイゼナーはスライマーンの「総督の人選はヤマン系の派閥に偏っているという印象を与えない」と主張しているが、一方でケネディは、スライマーンの治世の特徴はヤマン族の政治的な復活と「カリフの親ヤマン族の傾向の反映」にあったと主張している。
スライマーンが即位後すぐに決定した事項の一つは腹心のヤズィード・ブン・アル＝ムハッラブをイラクの総督に据えることであった。歴史家のムハンマド・アブドゥルハイイ・シャアバーンによれば、スライマーンはヤズィードを「自分にとってのハッジャージュ」とみなしていた。ヤズィードは徹底してヤマン族を優遇する行動を見せたが、ヴェルハウゼンはスライマーンに関しては一方の派閥をもう一方の派閥よりも優遇していた形跡はないと述べている。しかしその一方で、スライマーンはパレスチナの総督であった頃から、ハッジャージュの統治がイラクの人々の間でウマイヤ朝に対する忠誠心を育てるのではなく、むしろ憎悪を生んでいるとヤズィードに「言い包められていた」可能性があると指摘している。このような事情から、スライマーンはハッジャージュに任命された者たちやハッジャージュの同盟者たちを更迭したが、ヴェルハウゼンによれば、この更迭はこれらの者たちがカイス族に属していたからではなく、ハッジャージュとの個人的な繋がりを持っていたためである。実際にスライマーンはジャズィーラのカイス族の軍隊とは密接な関係を維持していた。
ハッジャージュの後見を受けていた人物であり、スライマーンとは対立関係にあったクタイバ・ブン・ムスリムは、カリフによってその地位を追認されていたが、自分の解任が留保されている状況に警戒心を抱き続けていた。スライマーンが即位した頃にクタイバはマー・ワラー・アンナフルのシルダリヤ川流域への遠征のために軍隊を率いていた。そしてフェルガナで留まっている間にスライマーンに対する反乱を宣言したが、遠方への絶え間ない軍事活動によって疲弊していた部隊のほとんどがクタイバに反旗を翻した。結局、クタイバは715年8月にワキー・ブン・アビー・スード・アッ＝タミーミーが率いる軍内の一派によって殺害された。ワキーは自らをホラーサーン総督であると宣言し、スライマーンも追認したものの、ワキーの権限に関しては軍事に限定させた。スライマーンはワキーの指名がワキー自らの主導というよりもホラーサーン軍内部の部族の各派閥による推挙であったことが地域内の不安定化に繋がるのではないかと懸念していた。その一方でハッジャージュの近親者でありシンド征服の指揮官であったムハンマド・ブン・アル＝カースィムは、スライマーンに反抗しなかったにもかかわらず解任され、ワースィトに召喚された後に拷問によって死亡した。

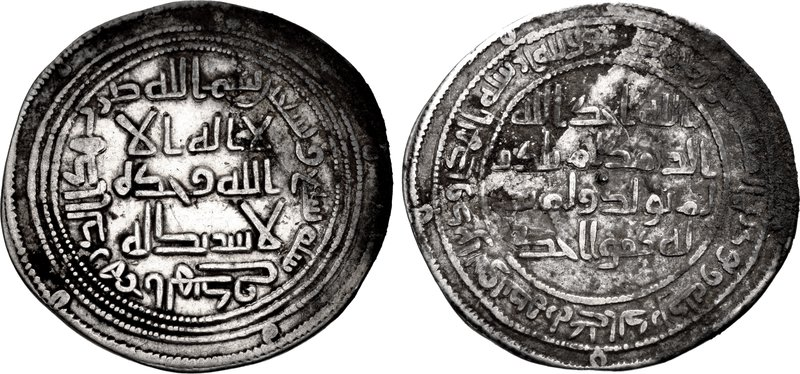
ヒジュラ暦97年（西暦715/6年）にインドのシンド地方（恐らくムルターン）で鋳造されたウマイヤ朝のディルハム銀貨。表面の円形の銘文は「アッラーの御名において、7と90年にアル＝ヒンドにてこのディルハムを鋳造した」と読み取れる。

ワキーによる暫定的な統治は9か月間続き、716年の中頃にその統治を終えた。ヤズィードはスライマーンに対しワキーが行政面での資質に欠ける厄介なベドウィン（アラブの遊牧民）であると説いていた。ホラーサーンはウマイヤ朝の他の東部地域とともにヤズィードが任じられていたイラク総督の管轄下に置かれた。そしてスライマーンはヤズィードにイラクの軍営都市であるクーファ、バスラ、およびワースィトに副総督を残してホラーサーンへ転任するように命じ、イラクの財政を同地での長い経験を持つ自身のマウラー（複数形ではマワーリー、非アラブ系の解放奴隷または庇護民）のサーリフ・ブン・アブドゥッラフマーンに委ねた。
715年から716年の間にスライマーンはハッジャージュによる後見の下で任命されていたメッカ総督のハーリド・ブン・アブドゥッラー・アル＝カスリーとマディーナ総督のウスマーン・ブン・ハイヤーン・アル＝ムッリーを解任した。アル＝カスリーの後任にはウマイヤ家の人物の一人であるアブドゥルアズィーズ・ブン・アブドゥッラーが任命された。解任されたアル＝カスリーは後にヤマン族擁護派の人物であるとみなされるようになった。
スライマーンは西方に対してはヤマン族系のイフリーキヤ総督でヒスパニア（アル＝アンダルス）を征服したムーサー・ブン・ヌサイルとその息子でアル＝アンダルス総督のアブドゥルアズィーズを解任した。ムーサーはスライマーンの即位と同時にカリフによって投獄され、アブドゥルアズィーズは716年3月にカリフの命令で暗殺された。この暗殺命令はアブドゥルアズィーズの筆頭副官であったハビーブ・ブン・アビー・ウバイダ・アル＝フィフリーを含むアル＝アンダルスの有力なアラブ軍司令官たちの手によって実行された。歴史家のタバリー（923年没）は、ハビーブがアブドゥルアズィーズの首をカリフに届けたとしている。スライマーンはムーサーに代わってクライシュ族のマウラーを後任に据え、新しい総督はカリフの命令の下でイフリーキヤのムーサーの家族の財産を没収し、さらには拷問に掛けて家族を殺害した。ムーサーはその経歴の中で資金を横領した過去があり、スライマーンは投獄中にムーサーから相当な額の金銭を奪い取った。

### 軍事活動

ウマイヤ朝の北部地域の地図。中央の薄茶色に塗られた地域はスライマーンの治世中にカスピ海の南部沿岸に沿ってタバリスターンとジュルジャーンに勢力を拡大したことを示している。その他のライムグリーン、ピンク、紫、黄色、およびオレンジに塗られた地域はスライマーンの前任者たちによって征服された地域を示している。

スライマーンは地方総督の大部分を交代させたが、前任者による軍事優先的な政策は維持した。それにもかかわらず、ワリード1世の下で進んでいたウマイヤ朝の領土の拡大はスライマーンの比較的短い治世の間に事実上停止した。

#### マー・ワラー・アンナフル
東方の前線であるマー・ワラー・アンナフルではクタイバの死後四半世紀にわたってさらなる征服が達成されることはなく、その間にアラブ人はこの地域の領土を失い始めた。スライマーンはホラーサーン軍に対しフェルガナからメルヴへ撤退するように命じ、その後に軍を解散させた。また、ワキーの下では軍事活動は行われなかった。ヤズィードの息子でマー・ワラー・アンナフルにおけるヤズィードの代官であったムハッラドによる遠征は、ソグド人の集落に対する夏季の襲撃に限定されていた。歴史家のハミルトン・ギブは、マー・ワラー・アンナフルにおけるアラブ軍の後退をクタイバの死に伴う指導力と組織力の低下に起因するとしている。一方でアイゼナーは、ある程度までは辺境地帯に沿ってより効果的な抵抗に遭遇したことが原因であるとしている。また、このような征服活動の停滞は、スライマーンの下で「拡大と征服の勢いが弱まった」ことを示すものではなかったと述べている。

#### ジュルジャーンとタバリスターン
ヤズィードは716年にカスピ海の南岸に位置するジュルジャーン（ゴルガーン）とタバリスターンの諸勢力に対する征服を試みた。これらの地域はペルシアの地方王朝によって統治されていたが、アルボルズ山脈に守られていたために度重なる征服の試みにもかかわらず大部分の地域はイスラーム教徒による支配を逃れて独立を維持していた。遠征は4か月にわたって続き、クーファ、バスラ、レイ、メルヴ、そしてシリアに駐留する守備隊から構成された100,000人規模の軍隊が投入された。ウマイヤ朝の精鋭軍を構成するシリアの部隊がホラーサーンへ派遣されたのはこれが初めてのことであった。ヤズィードはアトラク川の北でコル・テュルク（Chöl Turks）と呼ばれる集団を破り、そこに都市（現代のゴンバデ・カーブース）を建設してジュルジャーンの支配を確保した。ある手紙の中でヤズィードは、スライマーンに代わって「神がこの征服を行う」まで以前のカリフたちから逃れてきたこの二つの地域の征服を祝った。しかし、ヤズィードの当初の成功は同じ年の後半に起こったタバリスターンの支配者である大ファッルハーンと近隣のダイラム、ギーラーンおよびジュルジャーンの連合軍の抵抗によって覆された。その後、ヤズィードは大ファッルハーンと貢納の取り決めを結ぶことと引き換えにこの地域からイスラーム教徒の軍隊を撤退させた。タバリスターンはウマイヤ朝の支配を継承したアッバース朝によって760年に征服されるまでアラブ人による支配から独立していたが、その後も現地の世襲の君主が支配する反抗的な地域であり続けた。

### コンスタンティノープルの包囲

740年頃のビザンツ帝国のアナトリアとトラキアの領土を示した地図。

スライマーンが最も重要視していた軍事面における焦点は、ビザンツ帝国（東ローマ帝国）との長期にわたって続く戦争であった。ビザンツ帝国はウマイヤ朝政権の中心地であるシリアに隣接し、敵対する勢力の中では最大かつ最強であり最も多くの富を抱えていた。ムアーウィヤ1世の治世下で行われたビザンツ帝国の首都であるコンスタンティノープルに対する最初の攻撃は失敗に終わっていた。それでもなおウマイヤ朝は692年以降攻勢に転じ、アルメニアとコーカサス地方の諸侯に対する支配権を確保するとともにビザンツ帝国の国境地帯を徐々に侵食していった。ウマイヤ朝の将軍は大抵においてウマイヤ家の一族の者であり、これらの将軍たちは毎年のようにビザンツ帝国の領内を襲撃し、町や要塞を占領していった。ビザンツ帝国ではユスティニアノス2世（在位：685年 - 695年、705年 - 711年）の最初の廃位に始まり、レオン3世（在位：717年 - 741年）の即位に至るまで暴力的なクーデターによって帝位が7回入れ替わるという長期にわたる政情不安が続き、このような状況もアラブ側を利することになった。712年までにアラブ側の襲撃はアナトリア（小アジア）の深部まで及ぶようになり、ビザンツ帝国の防衛体制は崩壊の兆しを見せ始めた。

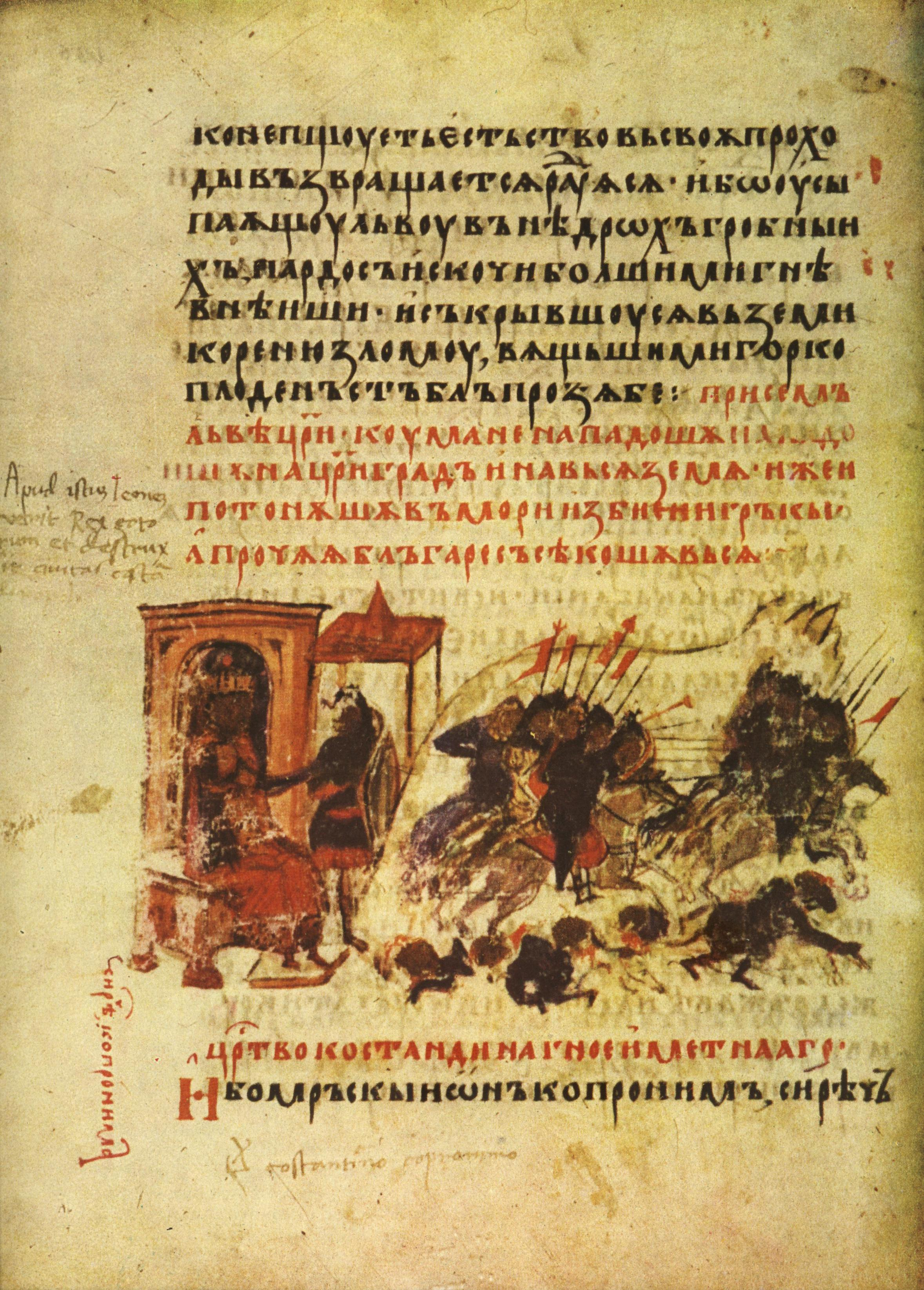
コンスタンティノス・マナッセスの年代記に記されたコンスタンティノープルの包囲に関する描写と説明（14世紀）

ワリード1世の死後、スライマーンはコンスタンティノープルの攻略に向けた計画をより強力に推し進めた。716年の末にメッカへの巡礼から戻ったスライマーンはシリア北部のダービクに陣を構えて軍隊を動員し、ビザンツ帝国との大規模な戦争に向けた準備を監督した。しかしながら、かなり健康を害していたスライマーンはこの軍事作戦を自ら率いることができなかった。このため、代わりに異母兄弟のマスラマ・ブン・アブドゥルマリクを陸上から都市を包囲させるために派遣し、同時にビザンツ帝国の首都を征服するかカリフが呼び戻すまで軍事作戦を続行するように命じた。その一方で、すでに716年の初頭にはアラブ人の軍司令官であるウマル・ブン・フバイラ・アル＝ファザーリーがコンスタンティノープルに対する同様の海軍による軍事行動を開始していた。多くの部隊がビザンツ帝国の首都に向けて派遣されている中、スライマーンは717年に息子のダーウードをビザンツ帝国の国境地帯に対する夏季の軍事作戦の司令官に任命した。ダーウードはこの軍事作戦においてマラティヤに近いヒスン・アル＝マルア（「女性の要塞」を意味する）を占領した。
スライマーンの努力は最終的に失敗に終わった。マスラマがコンスタンティノープルに対する包囲を続ける中、ビザンツ軍は717年の夏にコンスタンティノープルでウマイヤ朝の艦隊を撃退した。718年の夏に包囲軍を支援するために派遣された新たなウマイヤ朝の艦隊もビザンツ軍によって破壊され、一方で陸上のウマイヤ朝の救援部隊もアナトリアで打ち破られて敗走した。包囲に失敗したマスラマの軍隊は718年8月にコンスタンティノープルから撤退した。この軍事作戦の期間中に被った多大な損失の影響によって、ウマイヤ朝の軍隊は占領したビザンツ帝国の辺境地帯からも部分的に撤退したが、720年には早くもビザンツ帝国に対するウマイヤ朝の襲撃が再開された。しかしながらコンスタンティノープルの征服という目標は事実上放棄され、二つの帝国の境界はトロス山脈とアンティトロス山脈に沿った線で固定化された。そして続く数世紀の間、境界線を超えた定期的な襲撃と反撃が繰り返された。

## 死と後継者
スライマーンは717年9月にダービクで死去し、その地に埋葬された。死去した日付について、11世紀のキリスト教徒の年代記作家であるニシビスのエリヤは9月20日か21日としているが、8世紀のイスラーム教徒の歴史家であるアブー・ミフナフは9月23日か24日としている。スライマーンは金曜礼拝から戻った後に病に罹り、その数日後に亡くなった。
スライマーンは兄弟で後継者となる可能性があったマルワーン・アル＝アクバルが死去した後、715年か716年に自分の長男のアイユーブを後継者に指名していた。この指名は同時代の詩人であるジャリールの頌歌によって部分的に裏付けられている。
イマーム（スライマーン）の次にその才能が望まれるイマームは、選ばれし後継者のアイユーブ（ヨブのアラビア語名）である……  あなた（アイユーブ）は慈悲深い者（スライマーン）を継ぐ者であり、詩篇を朗唱する人々が認める者、律法にその名が刻まれた者である。
しかしながら、アイユーブはシリアとイラクを襲っていたターウーン・アル＝アシュラーフ（「高貴な者の疫病」の意）に倒れ、717年の初頭に死去した。スライマーンの死も同じ疫病が原因であった可能性がある。死の床でスライマーンは別の息子であるダーウードの指名を考えたが、ラジャアはダーウードがコンスタンティノープルでの戦いで不在であり、生きているかどうかも判らないと主張してダーウードを指名しないように忠告した。そしてラジャアが「尊敬に値する優秀な人物であり、誠実なイスラーム教徒」と評するスライマーンの父方の従兄弟で助言者でもあったウマル・ブン・アブドゥルアズィーズ（後のウマル2世）を選ぶように勧めた。そしてウマルとスライマーンの兄弟の間で起こる可能性のある王家内の争いを避けるため、ヤズィード・ブン・アブドゥルマリク（後のヤズィード2世、在位：720年 - 724年）がウマルの後継者に指名された。自分の兄弟よりも従兄弟を優先したスライマーンによるウマルの指名は、カリフの地位はアブドゥルマリクの家系に限られるとするウマイヤ家の内部で考えられていた一般的な想定に反するものだった。ラジャアはスライマーンの意志の実行者として選ばれ、存在を無視されたカリフの兄弟による抗議に対し武力で脅すことでウマルへの忠誠を確保した。アイゼナーによれば、ラジャアのスライマーンとの個人的な関係は、伝承に基づく指名についてのイスラーム教徒の記録において、ラジャアの後継者の手配における役割を「恐らくは…大袈裟な」ものにした。一方でシャアバーンによれば、スライマーンがウマルを指名した理由は、ウマルが「スライマーンの政策に最も好意的な」候補者であったためである。

## 評価

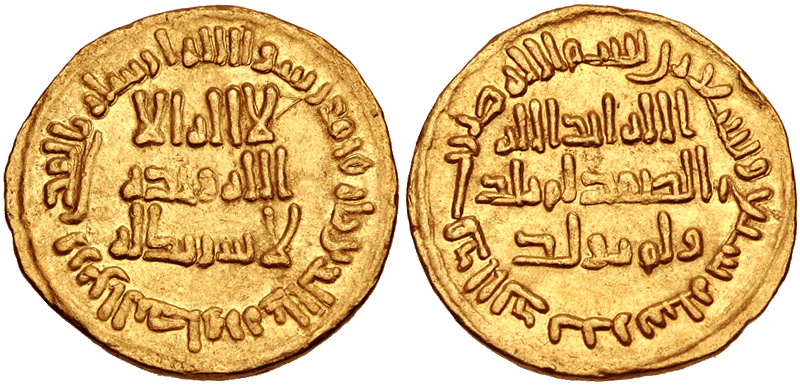
ヒジュラ暦97年（西暦715/6年）に恐らくダマスクスで鋳造されたスライマーンのディナール金貨

アイゼナーは、その治世が短期間であったことから、「スライマーンの治世を適切に描写する」ことが困難であると指摘している。一方でシャアバーンは、スライマーンの短い統治が「複数の解釈を可能」にし、そのことが「歴史家にとってスライマーンが非常に不明瞭な人物」になっている理由であると述べている。また、中世の史料がスライマーンの後継者であるウマル2世の治世を「圧倒的に重視している」ため、「スライマーンの治世の重要性が認識されてこなかったように思える」と指摘している。シャアバーンとケネディは、スライマーンがヤマン族の派閥を擁護してカイス族に対抗したことを強調しているが、一方でアイゼナーは、スライマーンによる地方総督や軍事関係者の任命は、所属する派閥とは関係なく自分に忠実な者を権力の座に据えることによって、国家の隅々まで支配を強化しようとする動機に基づいていたとする見解を示している。また、アイゼナーとシャアバーンは、スライマーンがアブドゥルマリクとワリード1世の拡大主義的な政策を全般的に維持していたと述べている。
シャアバーンはスライマーンが軍の階層組織へのマワーリーの統合を一層推し進めようとしたことを強調している。一方で歴史家のパトリシア・クローンは、このようなマワーリーの統合に関するあらゆる政策の転換をスライマーンが監督していたとする見方を否定している。いくつかのイスラームの伝承に基づく史料では、700年から701年にかけて起こったイブン・アル＝アシュアスによる反ウマイヤ朝の反乱を支持していた都市部のマワーリー（言い換えればジズヤ（非イスラーム教徒に課せられる人頭税）を回避するためにイスラームに改宗してバスラへ移住したイラクの小作農）のバスラへの帰還を認めることによって、スライマーンが非アラブ系のイスラームへの改宗者に対するハッジャージュの政策を無効にしたとされている。しかしクローンは、逃亡した小作農の改宗者に対するスライマーンの政策についての伝統的な説明を「証拠に値しない」として退けている。
スライマーンと同時代の詩人であるファラズダクとジャリールによるパネジリック（称賛の辞）において、スライマーンは抑圧の時代を経て正義を回復するために遣わされたマフディー（「正しく導かれた者」を意味する）であるとしてメシア的な文脈の中で評価されている。ファラズダクはスライマーンがあらゆる不平に対処することを称賛し、スライマーンを「司祭とラビによって予言された者」として歓迎した。スライマーンに対するメシア的な見解にはヒジュラ（聖遷）の100周年が近づいていたことと、スライマーンの治世におけるコンスタンティノープルの征服というイスラーム教徒の期待が結びついていた可能性がある。いくつかのハディース（預言者ムハンマドに帰する言説や伝承）は、コンスタンティノープルの征服をマフディーと結びつけ、スライマーンがその征服を試みる役割を担うと記している。クローンによれば、スライマーンは「賢明にも」ヒジュラの100周年に自分たちの共同体か、あるいは世界が破壊されるというイスラーム教徒の間で広まっていた考えに公然と言及することはなかった。
スライマーンは放縦な生活を送っていたことで知られ、伝統的な史料において大食漢であり性的に見境のない人物であったと伝えられている。ヤアクービーはスライマーンを「大食家であり… 人を引きつけ、雄弁であり… 背が高く、色白で、空腹に耐えることのできない体をしていた」と説明している。また、アラビア語による弁論術に非常に長けていた。スライマーンはその生活習慣にもかかわらず敬虔な人々に政治的な共感を向けていたが、このことはとりわけラジャアの助言に敬意を払っていたことからも窺われる。さらに、スライマーンはイラクにおけるハッジャージュの宗教面での敵対者とも関係を深め、アリー家（イスラームの預言者ムハンマドの娘婿であるアリー・ブン・アビー・ターリブとその子孫）に対し財政面で惜しみない振舞いを見せた。また、初期のウマイヤ家の一員であり一族の後援者でもあった正統カリフのウスマーン（在位：644年 - 656年）が落命した反乱に関与していた者が一族にいたにもかかわらず、マディーナの総督にその一族の出身で都市の信徒集団の一員であったアブー・バクル・ブン・ムハンマド・アル＝アンサーリーを任命した。同時代に残された詩とは対照的に、イスラームの伝承においてスライマーンは一般に非情で不公平な人物とみなされ、敬虔な人々に対するスライマーンの態度は自身の不道徳な行為に対する罪悪感からくるものとされている。

## 家族
スライマーンには複数の妻がいたが、その中の一人でマルワーン1世の父のアル＝ハカム・ブン・アビー・アル＝アースの孫娘にあたるウンム・アバーン・ビント・アバーンは息子のアイユーブを産んだ。その他のウマイヤ家出身の妻はカリフのヤズィード1世の孫娘であり、後にカリフの地位を僭称したアブー・ムハンマド・アッ＝スフヤーニーの姉か妹であるウンム・ヤズィードであった。また、スライマーンはイスラームの預言者ムハンマドの教友（サハーバ）で初期のイスラーム教徒の指導者であったタルハ・ブン・ウバイドゥッラーの孫娘のスウダ・ビント・ヤフヤーと結婚していた。もう一人の妻のアーイシャ・ビント・アスマー・ビント・アブドゥッラフマーン・ブン・アル＝ハーリスは著名なクライシュ族の氏族であるマフズーム家の出身であり、スライマーンとの間に二人の息子を儲けた。スライマーンのウンム・ワラド（主人の子供を産んだ女奴隷）からは息子のダーウードが生まれた。
スライマーンには14人の息子がいた。9世紀の歴史家のアブー・ハニーファ・アッ＝ディーナワリーによれば、父親が死去した時点で12歳となっていたムハンマドが存命中の息子の中では最年長であった。スライマーンの息子たちはパレスチナに留まり、パレスチナのヤマン族の有力者との緊密な関係を維持した。また、これらのアラブ部族はパレスチナの守備隊を構成し、スライマーンの一族と固い結束を示していた。そして744年には部族を率いる立場にあったスライマーンの息子のヤズィードをカリフに据えようとしたが、この試みは失敗に終わった。別のスライマーンの息子であるアブドゥルワーヒドは、カリフのマルワーン2世（在位：744年 - 750年）の下で747年にメッカとマディーナの総督を務めた。スライマーンがパレスチナに残した資産はアッバース革命によって750年にウマイヤ朝が崩壊するまでスライマーンの一族が保有していた。ダーウードとアブドゥルワーヒドの系統の子孫の一部はイベリア半島に成立した後ウマイヤ朝（756年 - 1031年）の地に住んでいたことが複数の史料に記録されている。